# Кандаки
Кандаки — опустевшая деревня в составе Первомайского сельсовета Мотыгинского района Красноярского края России.

## Географическое положение
Находится на левом берегу реки Тасеева, напротив центра сельсовета поселка Первомайск.

## Климат
Климат резко континентальный с коротким теплым летом и холодной продолжительной зимой. Максимальная температура воздуха в июле: +34°С, минимальная в январе: — 54°С. Среднегодовая температура изменяется в пределах от −1,1°С до −4,6°С, в среднем −2,8°С. Средняя максимальная температура наружного воздуха наиболее жаркого месяца: +25ºС. Средняя месячная температура наружного воздуха наиболее холодного месяца: −24ºС. Скорость ветра, вероятность которой составляет 5 %. Год — 6,1 м/с. Снежный покров ложится в середине октября и сходит в начале мая. Толщина снежного покрова достигает 1.5-2 м. Глубина сезонного промерзания грунтов составляет около 2.0 м.

## Население
| 2010 |
| ---- |
| 0    |

Постоянное население отсутствовало еще в 2002 году.. 